# Boite à savon (court métrage, 2024)
 (mars 2025).
Motif : sources centrées de notoriété nationale?
- Archive Wikiwix
- Bing
- Cairn
- DuckDuckGo
- E. Universalis
- Gallica
- Google
- G. Books
- G. News
- G. Scholar
- Persée
- Qwant
- (zh) Baidu
- (ru) Yandex
- (wd) trouver des œuvres sur Wikidata

| 1. | Préciser le motif de la pose du bandeau. | Précisez le motif de la pose du bandeau en utilisant la syntaxe suivante : {{admissibilité à vérifier\|date=août 2025\|motif=remplacez ce texte par le motif}}                                           |
| 2. | Informer les utilisateurs concernés.     | Pensez à avertir le créateur de l'article, par exemple, en insérant le code ci-dessous sur sa page de discussion : {{subst:avertissement admissibilité à vérifier\|Boite à savon (court métrage, 2024)}} |

 (mars 2025).
 (mars 2025).
La mise en forme du texte ne suit pas les recommandations de Wikipédia : il faut le « wikifier ».
Les points d'amélioration suivants sont les cas les plus fréquents. Le détail des points à revoir est peut-être précisé sur la page de discussion.
- Les titres sont pré-formatés par le logiciel. Ils ne sont ni en capitales, ni en gras.
- Le texte ne doit pas être écrit en capitales (les noms de famille non plus), ni en gras, ni en italique, ni en « petit »…
- Le gras n'est utilisé que pour surligner le titre de l'article dans l'introduction, une seule fois.
- L'italique est rarement utilisé : mots en langue étrangère, titres d'œuvres, noms de bateaux, etc.
- Les citations ne sont pas en italique mais en corps de texte normal. Elles sont entourées par des guillemets français : « et ».
- Les listes à puces sont à éviter, des paragraphes rédigés étant largement préférés. Les tableaux sont à réserver à la présentation de données structurées (résultats, etc.).
- Les appels de note de bas de page (petits chiffres en exposant, introduits par l'outil «  Source ») sont à placer entre la fin de phrase et le point final[comme ça].
- Les liens internes (vers d'autres articles de Wikipédia) sont à choisir avec parcimonie. Créez des liens vers des articles approfondissant le sujet. Les termes génériques sans rapport avec le sujet sont à éviter, ainsi que les répétitions de liens vers un même terme.
- Les liens externes sont à placer uniquement dans une section « Liens externes », à la fin de l'article. Ces liens sont à choisir avec parcimonie suivant les règles définies. Si un lien sert de source à l'article, son insertion dans le texte est à faire par les notes de bas de page.
- La présentation des références doit suivre les conventions bibliographiques. Il est recommandé d'utiliser les modèles {{Ouvrage}}, {{Chapitre}}, {{Article}}, {{Lien web}} et/ou {{Bibliographie}}. Le mode d'édition visuel peut mettre en forme automatiquement les références.
- Insérer une infobox (cadre d'informations à droite) n'est pas obligatoire pour parachever la mise en page.

Pour une aide détaillée, merci de consulter Aide:Wikification.
Si vous pensez que ces points ont été résolus, vous pouvez retirer ce bandeau et améliorer la mise en forme d'un autre article.
Pour plus de détails, voir Fiche technique et Distribution.
Boite à savon est un court métrage canadien, réalisé par Jimmy Genest Pettigrew, sorti en 2024.

## Synopsis
Dans le petit village de Broche-à-foin, une bande de jeunes se regroupent pour disputer l’annuelle course de boites à savon sur la plus haute montagne de la ville ; la montagne de la Mouerté! Hubert, 10 ans, tentera pour la première fois de gagner la course pour séduire Anouk Sauvages, celle qui fait battre son cœur.

## Fiche technique
- Titre : Boite à savon
- Réalisation : Jimmy Genest Pettigrew
- Scénario : Jimmy Genest Pettigrew
- Direction photo : Yannick Nolin
- Direction artistique : David Pleau
- Costumes : Delphine Gagné
- Maquillage : Lyne Tremblay
- Coiffure : Nermin Grbic
- Montage : Jimmy Genest Pettigrew
- Musique : Antoine Binette Mercier
- Producteurs : André Kadi, Sonia Despars, Marc Biron
- Production : Du Coup Production, Parallaxes
- Pays d'origine : Canada
- Durée : 16 minutes 14
- Date de sortie : 8 octobre 2024 (Vancouver International Film Festival[2])

## Distribution
- Joey Bélanger : Hubert
- Valexia Boulianne : Jujube Sauvage (Licorne)
- Lily-Rose Loyer : Anouk Sauvage (Licorne)
- Rosemay Lefebvre : La commentatrice
- Elie Maréchal : Landry (Krakenbeurk)
- Marguerite Laurence : Morin (Krakenbeurk)
- Maé Géraut : Arbitre
- Charlie Pettigrew : Hockeyeur
- Jeanne Cantin : Hockeyeuse
- Corine St-Pierre : Hockeyeuse
- Denis Marchand : Monsieur Mastodonte
- Stéphanie Letarte : Rex - manipulatrice
- Eric LeBlanc : Carl

## Distinctions

### Récompenses
Boite à savon a remporté quatre prix depuis sa sortie : 
- "Prix des meilleurs effets visuels", festival SPASM[3], Canada (2024)
- "Prix du meilleur court métrage", Festival de cinéma en famille de Québec, Canada (2025)
- "Prix du meilleur scénario", Festival de cinéma en famille de Québec, Canada (2025)
- "Prix de la meilleure direction artistique", remis à David Pleau, Festival de cinéma en famille de Québec, Canada (2025)

### Nominations
Le court métrage a également été sélectionné dans plusieurs festivals nationaux et internationaux comme 
le Vancouver International Film Festival, le Valladolid International Film Festival en Espagne (2024), le Festival International du court métrage de Clermont-Ferrand en France (2025), le Festival international du court métrage au Saguenay - Regard au Canada (2025), et le Fantaspoa International Fantastic Film Festival au Brésil (2025).